# El Bejucal
El Bejucal es un pequeño cantón en el municipio de Sociedad, departamento de Morazán, El Salvador. Colinda con los cantones de El Peñón y Las Ánimas. Su centro es "El Valle", así llamado por sus habitantes porque está en el medio de muchos cerros, este a su vez está rodeado por pequeños caseríos: Los Vegas, Trompina, Valle Nuevo y Los Flores.

## Breve historia
El Bejucal, se dice, es viejo pero nadie recuerda exactamente cuando fue establecido, pero se sabe que los posibles establecedores fueron los Escobares, los Flores, y los Blancos; estas eran las principales familias del cantón, aún hoy en día la mayoría de los habitantes tienen Escobar, Flores o Blanco raíces. Por eso hoy algunos caseríos tienen el nombre de la familia que originariamente vivía allí. Por ejemplo Los Flores o Los Vegas (familia originalmente Escobar pero que después la mayoría de sus descendientes decidieron cambiarse el apellido de su patriarca, Escobar, al de su matriarca, Vega, dado que consideraban a su patriarca un adúltero porque, al aún estar casado con su esposa, tenía varias amantes.

## Religión
En El Bejucal predomina el catolicismo, concentrado en "El Valle" y diferentes sectores de los diferentes caseríos, pero existen otras confesiones cristianas tales como Apóstoles y Profetas, Pentecostés y Adventistas del Séptimo Día en todos sus caseríos.

## Organización
El Bejucal está compuesto por seis caseríos que son Trompina Arriba, Trompina Abajo, Valle Nuevo, Cacala, El Escobar y Los Vegas. Hay tres adescos: una en Trompina Arriba, una en Cacala y una en El Escobar, que son las que manejan todos los asuntos del lugar. Está compuesto por un presidente, un vicepresidente, un secretario, un prosecretario, un tesorero, y un protesorero.

## Educación
El Bejucal cuenta con una de las escuelas más prestigiosas de la zona, Centro Escolar Cantón El Bejucal, la cual se ha llevado primeros lugares en limpieza, orden, organización y enseñanza dados por el inspector del Ministerio de Educación. Por ser esta escuela muy buena, muchos estudiantes deciden dejar sus escuelas locales e asistir a está causando un fuerte daño en la asistencia de sus escuelas locales. Los logros de esta escuela se han hecho posibles por el director Luis Antonio Méndez, quien es director desde 1998, y los dedicados maestros de la escuela.
La escuela también se ha dado a conocer a nivel departamental y nacional en los Certámenes Nacionales, casi siempre ganando a nivel municipal y cuatro veces a nivel departamental, que le valió participar a nivel nacional con el alumno Esdras Fuentes en el certamen de matemáticas una vez, en el certamen de ortografía dos veces, y la excelencia académica una vez, siendo su maestro Luis Antonio Méndez.